# Alastos batesii
Alastos batesii är en skalbaggsart som först beskrevs av Francis Polkinghorne Pascoe 1888. Alastos batesii ingår i släktet Alastos och familjen långhorningar.
Artens utbredningsområde är:
- Costa Rica.
- Panama.
- Venezuela.

Inga underarter finns listade i Catalogue of Life.